# فخر الدين آل جميل

أعضاء مجلس الأعيان العراقي لسنة 1933.
الجالسون من اليمين:
عزرا مناحيم دانيال، عبد الله الصافي، فخري آل جميل، قاسم أغا، ياسين الخضيري، أحمد عثمان، مولود مخلص، طه الراوي.
الواقفون من اليمين:
الحاج محمد الأستربادي، علوان الياسري، الحاج حسن الشبوط، سيد محمد الصدر، محمد علي بحر العلوم، نوري الياسري، عداي الجريان.

عبد الباقي فخر الدين (1890- 1959) واسمه مركب ويكنى اختصارا فخري آلجميل، أو فخري أفندي جميل، وكان حقوقيا وإداريا ناجحا، وعين وزيرا في حكومة عبد الرحمن النقيب المؤقتة في العراق عام 1920، منحه أمير شرقي الأردن رتبة الباشوية في عام 1934، وانتخب رئيسا لمجلس النواب في بغداد في عهد بكر صدقي عام 1937،  واشتهرت أسرته في أهل بغداد بالعلم والوجاهة.
ولد في بغداد وبها نشأ وتوفى.

## نسبه وأسرته
ونسبهُ (عبد الباقي فخر الدين بن عيسى غياث الدين بن محمد بن عبد الغني آل جميل). وهو من عائلة آل جميل البغدادية المعروفة،  وكان لأسرتهِ دور بارز في تاريخ العراق، وأصل سكناهم في بلاد الشام ثم نزحوا عنها وسكنوا في منطقة حديثة في محافظة الأنبار، وبعدها سكنوا مدينة بغداد، ومن أسرته الكثير من العلماء والفضلاء، وكان لعائلتهِ مجلساً للوعظ والأرشاد في مسجد آل جميل في محلة قنبر علي في بغداد. وحضر دروسهِ الكثير من العلماء والأدباء في بغداد. وكان جده عبد الغني آل جميل مشهورا بثورته ضد الوالي العثماني والتي عرفت بحركة المفتي 
أما والده عيسى غياث الدين آل جميل فكان عالما وفقيها وإداريا شغل منصب مدير مديرية المعارف سنة 1894.
ومن أولاده محمد فخري الجميل (1911-1980)، الذي درس الحقوق ومارس مهنة المحاماة، وكان قائما باعمال المفوضية العراقية في روما عام 1950.

## الدراسة والنشأة
درس فخري في الكتاتيب ثم في مدارس بغداد الابتدائية والاعدادية ثم التحق بكلية الحقوق عام 1911 ولكنه ما لبث ان تركها بعد عام واحد أثر وفاة والده فانقطع عن الدراسة وتفرغ لادارة أملاك الأسرة، ولما نشبت الحرب العالمية الأولى عام 1914 أعفي من الخدمة العسكرية لضعف بصره، وعمل في جمعية الهلال الأحمر.

## المناصب والأعمال
بعد الاحتلال البريطاني لبغداد عام 1917 وزوال الحكم العثماني شكل السيد عبد الرحمن النقيب حكومته المؤقتة في 27 تشرين الأول 1920، وأختار فخري الجميل وزيرا بلا وزارة إلى 10 أيلول 1921، ثم انتخب فخري نائبا عن لواء الدليم في المجلس التأسيسي عام 1924، ثم عين نائبا عن لواء بغداد في مجلس النواب الأول الذي انعقد في تموز 1925، وبعدها عين عضوا في مجلس الأعيان في 26 تموز 1928، ولغاية شهر تموز عام 1933.
أعيد انتخابه نائبا عن بغداد في 16 كانون الثاني 1934، ثم في 16 كانون الأول 1934 إلى نيسان 1935. ثم في شهر شباط 1937. وبعدها انتخب رئيسا لمجلس النواب في عهد بكر صدقي فتولى الرئاسة من 27 شباط 1937 إلى 26 آب 1937. ثم ترك السياسة وانصرف بعدها إلى إدارة أعماله الخاصة ولقد منحه أمير شرقي الأردن رتبة الباشوية في شهر كانون الأول 1934.

## وفاته
توفي فخري آل جميل في بغداد عن عمر ناهز التاسعة والستين في يوم الأثنين 2 رجب 1378 هـ/ 12 كانون الثاني 1959م.
ودفن في مقبرة عائلته ببغداد.

## من أعماله
ساهم فخري في الكثير من الأعمال الخيرية، ومنها بناءه مستشفى في وسط بغداد قرب مبنى القصر الأبيض في عهد المملكة العراقية على أرض يملكها، وهو حاليا مستوصف صحي يسمى مستوصف فخر الدين آل جميل، سمي في فترة ما مستوصف السعدون للرعاية الصحية.

## المصدر
1. 1 2 3 4 5  أعلام السياسة في العراق الحديث - مير بصري - دار الحكمة لندن - الجزء الثاني - صفحة 30.
2. ↑  تاريخ الأسر العلمية في بغداد - محمد سعيد الراوي - صفحة 287.
3. ↑  العقد اللامع بآثار بغداد والمساجد والجوامع - تأليف عبد الحميد عبادة - تحقيق الدكتور عماد عبد السلام رؤوف - مطبعة أنوار دجلة - بغداد - مسجد آل جميل، صفحة 220.
4. ↑  البغداديون أخبارهم ومجالسهم - إبراهيم عبد الغني الدروبي - مجلس آل جميل - مطبعة الرابطة - بغداد 1958 - صفحة 38، 39.
5. ↑  المسك الأذفر - محمود شكري الآلوسي - تحقيق عبد الله الجبوري - الرياض 1982 - صفحة 254.
6. ↑  مجلة لغة العرب العراقية، الجزء الثامن، صفحة 398 نسخة محفوظة 22 نوفمبر 2018 على موقع واي باك مشين.
7. ↑  في ذكرى تأسيس المملكة العراقية.. الرموز والتوجهات 2-2 نسخة محفوظة 09 أغسطس 2018 على موقع واي باك مشين.
8. ↑  الخطوات التي اتخذها السير بيرسي كوكس لآجل اقامة اول حكومة وطنية عراقية  نسخة محفوظة 21 أغسطس 2018 على موقع واي باك مشين.